# طواف إيميليا 2018
طواف إيميليا 2018 (بالفرنسية: Tour d'Émilie 2018)‏ هو سباق دراجات هوائية، وهو الموسم رقم 101 من السباق، وأقيم في 6 أكتوبر 2018، وامتدّ لمسافة 207.4 كيلومتر، وهو أحد سباقات طواف أوروبا للدراجات 2018، وهو من نوع سباق يوم واحد، وهو من نوع سباق الدراجات.
فاز فيه بالمركز الأول اليساندرو دي مارشي، وبالمركز الثاني ريغوبيرتو أوران، وبالمركز الثالث ديلان تيونز.

## الفرق
| فرق عالمية (13)- Groupama-FDJ - UAE Team Emirates - Bahrain-Merida - BMC Racing Team - Movistar Team - EF Education First-Drapac p/b Cannondale - Astana - Dimension Data - Mitchelton-Scott - Lotto NL-Jumbo - Sky - Trek-Segafredo - AG2R La Mondiale فرق قارية محترفة (7)- Bardiani CSF - أندروني جوكاتولي-سيدرمك 2018 ‏ - ويلير تريستينا-سيل إيطاليا 2018 ‏ - نيبو-فيني فانتيني-يوربا أوفيني 2018 ‏ - غازبروم روسفيلو ‏ - Israel Cycling Academy - كاجا رورال-سيغوروس 2018 ‏ فرق قارية (4)- أموري وفيتا - برودير ‏ - MG.K vis Colors for Peace ‏ - Biesse–Carrera ‏ - جيوتي فيكتوريا سافيني ديو ‏ فريق وطني- فريق إيطاليا لركوب الدراجات للرجال 2018 ‏ |  |
| |  |

## التصنيف العام النهائي
| التصنيف العام | التصنيف العام      | التصنيف العام | التصنيف العام             | التصنيف العام     |        |
| الدراج        | الدراج             | البلد         | الفريق                    | الوقت             | السرعة |
| ------------- | ------------------ | ------------- | ------------------------- | ----------------- | ------ |
| 1.            | أليساندرو دي مارشي | إيطاليا       | بي إم سي راسينغ           | 5 س 09 دقيقة 35 ث |        |
| 2.            | ريغوبيرتو أوران    | كولومبيا      | EF Education First-Drapac | + 8 ث             |        |
| 3.            | ديلان تيونز        | بلجيكا        | بي إم سي راسينغ           | + 9 ث             |        |
| 4.            | مايكل وودز         | كندا          | EF Education First-Drapac | + 9 ث             |        |
| 5.            | تيبو بينو          | فرنسا         | Groupama-FDJ              | + 13 ث            |        |
| 6.            | رومان بارديه       | فرنسا         | أيه إل أم                 | + 13 ث            |        |
| 7.            | بريمو روغيليتش     | سلوفينيا      | لوتو إن إل-جامبو          | + 13 ث            |        |
| 8.            | فينتشينزو نيبالي   | إيطاليا       | البحرين ميريدا            | + 15 ث            |        |
| 9.            | دومينيكو بوزوفيفو  | إيطاليا       | البحرين ميريدا            | + 18 ث            |        |
| 10.           | سيباستيان رايشنباخ | سويسرا        | Groupama-FDJ              | + 21 ث            |        |

## وصلات خارجية
- الموقع الرسمي
- لمحة عن سباق طواف إيميليا 2018 على موقع  ProCyclingStats   (برو  سايكلنج  ستاتس) - إحصاءات  محترفي  الدراجات.
- طواف إيميليا 2018 على موقع إحصائيات الدراجات الإحترافية (الإنجليزية)